# 伊達·西克曼
伊達·西克曼（德語：Ida Siekmann，1902年8月23日—1961年8月22日）是一位德国护士，亦是已知的第一位直接与柏林墙有关的死难者。她在柏林牆開始建設後的第九天，還未竣工時即摔傷而死。

## 生平
1902年8月23日，伊達·西克曼生于德意志帝國西普鲁士馬林韋德附近的一个叫古尔基的小镇。后来她因护士的工作移居柏林。1961年8月前，她已不幸丧偶。西克曼住在米特街區貝爾瑙爾大街48號，有一個姐妹，住在幾個街區外。
二战后，柏林被同盟国分区占领，贝尔瑙尔大街很尴尬的被法占区和苏占区分成了两部分，主干街道与人行道属于西柏林，南部的部分建筑属于东柏林。因此，西克曼出门时需要经常跨越边界。西克曼的姐妹则完全地位于法占区。

## 死亡
1961年8月13日，东德开始建立柏林牆，在东西柏林边界上的不少家庭选择了立刻搬家至西柏林。1961年8月18日，东德领导人瓦爾特·烏布利希下令边防军用砖砌死贝尔瑙尔大街南侧建筑物的出入口和窗户。工人阶级战斗队和德国人民警察的成員開始控制每個試圖出入房屋的人，這裡的居民即便在街道上也受到監視。由于高層的居民經常能被西柏林消防部門打開的跳板救出，許多居民在這種情況下仍逃到了西柏林。
8月21日，貝爾瑙爾大街48號的出入口和窗戶也被東德政府封閉了。 8月22日是西克曼59歲生日的前一天，這天早上，西克曼將被子和一些物品扔到了西柏林的街道上，然後從四層（德國標準四層，美標為三層）小樓的窗戶一躍而下。由於西克曼跳的太快，樓下的西德消防部門人員還沒來得及打開跳板，她因此受了重傷。西克曼被送往拉撒路醫院，並於隨後去世，成為了柏林牆的第一位死難者。

## 埋葬

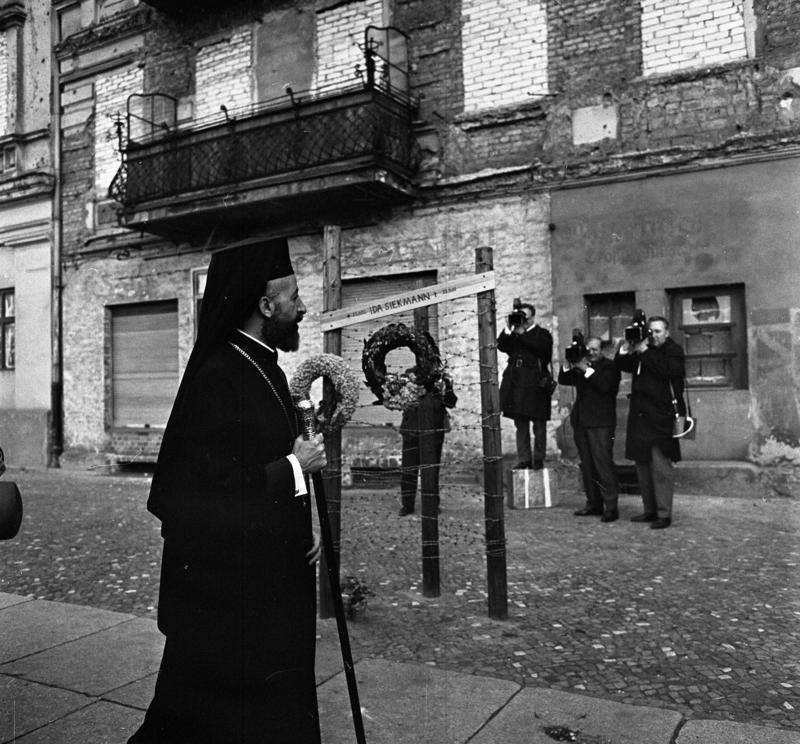
塞浦路斯总统马卡里奥斯三世于伊達·西克曼纪念碑前，摄于1962年

8月29日，西克曼葬於厄恩弗里霍夫海路附近的一個公墓中。9月，貝爾瑙爾大街上建起了她的紀念碑。這座紀念碑隨後被許多政客和公眾人物拜訪，如羅伯特·弗朗西斯·甘迺迪和马卡里奥斯三世。
贝尔瑙尔大街南侧的建筑物随后被东德当局拆毁，并被替换成了柏林墙的一部分。

## 文献
- Hans-Hermann Hertle, Maria Nooke, The deaths at the Berlin Wall 1961–1989: a biographical handbook (ed. the Centre for Contemporary History Potsdam and the Berlin Wall Foundation). Links, Berlin 2009, ISBN 978-3-86153-517-1, pp. 36–38